# Nippon Budokan
El Nippon Budōkan (日本武道館?)  (en español: «Estadio de Artes Marciales de Japón») es un estadio cubierto situado en el parque Kitanomaru de Tokio, Japón. Fue construido con motivo de los Juegos Olímpicos de 1964 y desde entonces es gestionado por la Asociación Japonesa de Budō, que engloba a todas las federaciones de artes marciales japonesas.
Aunque se usa principalmente para deportes de combate, el Nippon Budōkan también es conocido por albergar conciertos musicales a gran escala. En 2021 fue sede de los Juegos Olímpicos de Tokio 2020.

## Características
El Nippon Budōkan está situado en el parque Kitanomaru en el centro de Tokio, a cinco minutos de la estación de Kudanshita, y cerca tanto del Palacio Imperial como del santuario Yasukuni. 
El edificio tiene una estructura octagonal de 42 m de altura, con un techo que evoca la ladera del monte Fuji y está coronada por una esfera de oro. La superficie total que ocupa es de 21 133 m². El interior cuenta con un aforo para 11 525 personas en competiciones deportivas; si es necesario usar la superficie para conciertos, puede ampliarse hasta las 14 471 localidades.
Las instalaciones disponen de salas de entrenamiento, talleres de caligrafía japonesa, oficinas federativas, videomarcadores y un sistema de ventilación. Por protocolo, la bandera de Japón debe colgar siempre del techo en cualquier evento. Además, desde 1984 cuentan con una universidad privada en la ciudad de Katsuura (Chiba).
El estadio es gestionado por la Asociación Japonesa de Budō. Las federaciones que forman parte de ella tienen prioridad para reservarlo.

## Historia
El Budōkan fue inaugurado el 3 de octubre de 1964 con motivo de los Juegos Olímpicos de 1964. Durante el evento albergó las pruebas de judo, uno de los deportes nacionales japoneses que había sido incluido en el programa oficial por primera vez. Después su gestión ha corrido a cargo de una Fundación creada por las distintas asociaciones de artes marciales japonesas (budō), y que tuvo como primer presidente a Matsutarō Shōriki.
El recinto fue diseñado por Mamoru Yamada con una característica forma octogonal, inspirada en el Salón de los Sueños del templo Hōryū-ji. Su construcción corrió a cargo de la corporación Takenaka, con un presupuesto estimado de 2000 millones de yenes. 
Además de artes marciales, el Budōkan se convirtió pronto en un recinto para grandes conciertos. El estadio adquirió fama internacional gracias a cinco conciertos de The Beatles en 1966. A pesar de la oposición de los sectores más tradicionalistas, la gira japonesa fue un éxito de público. Desde entonces la mayoría de grupos nacionales e internacionales intentan actuar en el Budōkan cuando pasan por Japón, tanto por el prestigio que representa como por las dificultades para reservarlo.
En 1966 albergó también el primer evento de lucha libre japonesa, lo que dio paso a otros deportes de combate. El 26 de junio de 1976 se celebró allí la pelea entre Muhammad Ali y Antonio Inoki, considerada precursora de las artes marciales mixtas.
El Budōkan fue la sede de las pruebas de judo y karate en los Juegos Olímpicos de Tokio 2020.

## Eventos

### Artes marciales

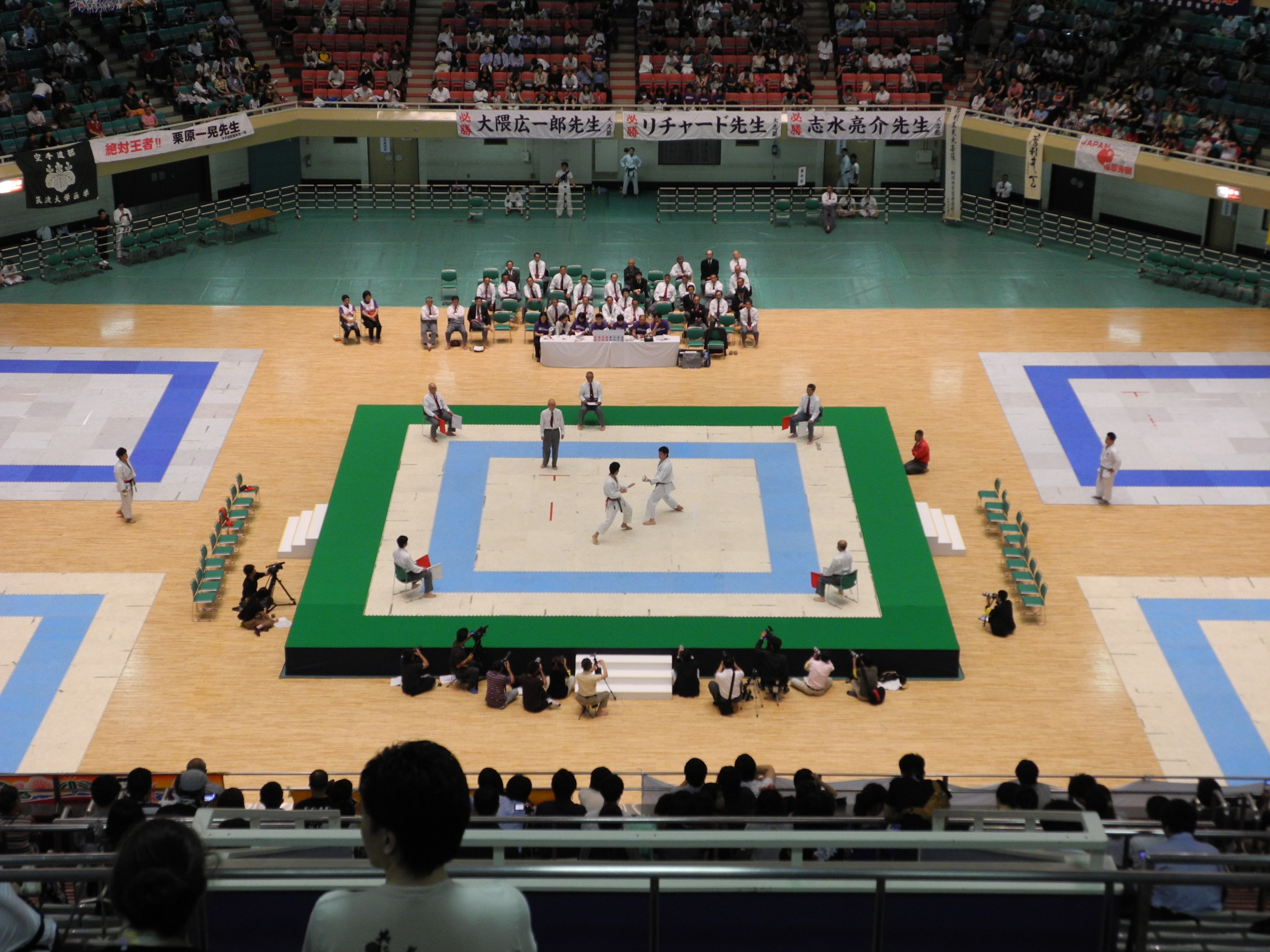
Campeonato japonés de karate en el Nippon Budōkan (2012).

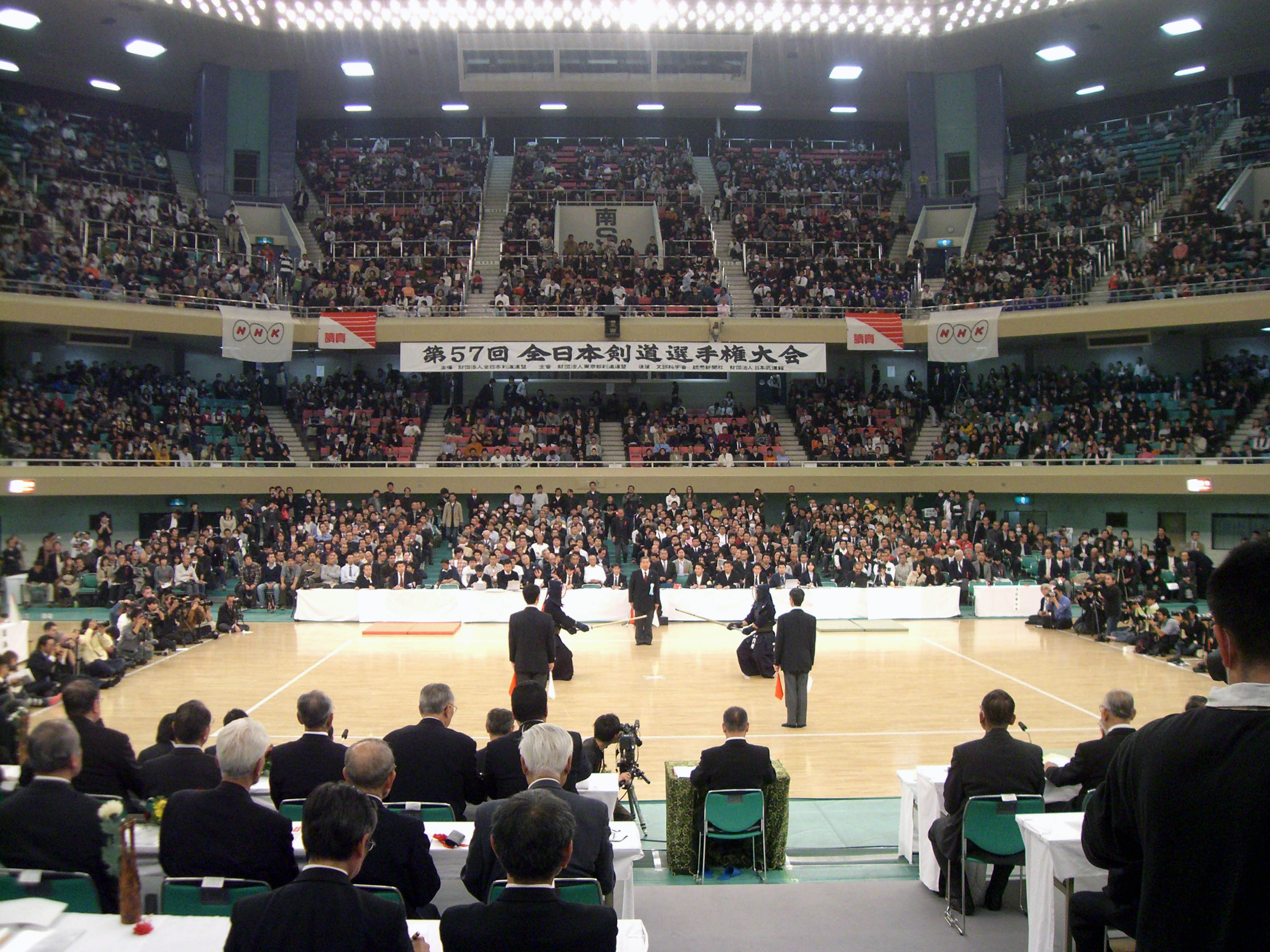
Campeonato japonés de Kendo en el Nippon Budōkan (2009).

La razón de ser del Budōkan es la promoción y preservación de las artes marciales japonesas. Las federaciones adscritas a la Asociación Japonesa de Budō tienen prioridad al reservar el recinto y celebrar allí sus campeonatos.
Las disciplinas integradas en la Asociación Japonesa de Budō son las siguientes: aikido, judo, karate, kendo, jūkendō, kyūdō, naginata, shorinji kempo y sumo.

### Deportes de combate
Además de artes marciales, el Budōkan ha albergado competiciones profesionales de boxeo, lucha libre japonesa, kick boxing y artes marciales mixtas. Los eventos más importantes de organizaciones como K-1, Shooto y la desaparecida liga PRIDE han tenido lugar allí. El alquiler está condicionado a una serie de requisitos como antigüedad, solvencia financiera y compensaciones si se producen daños.
La Asociación Japonesa de Budō se reserva el derecho a vetar competencias o a determinadas organizaciones que no cumplan con su código.

### Conciertos

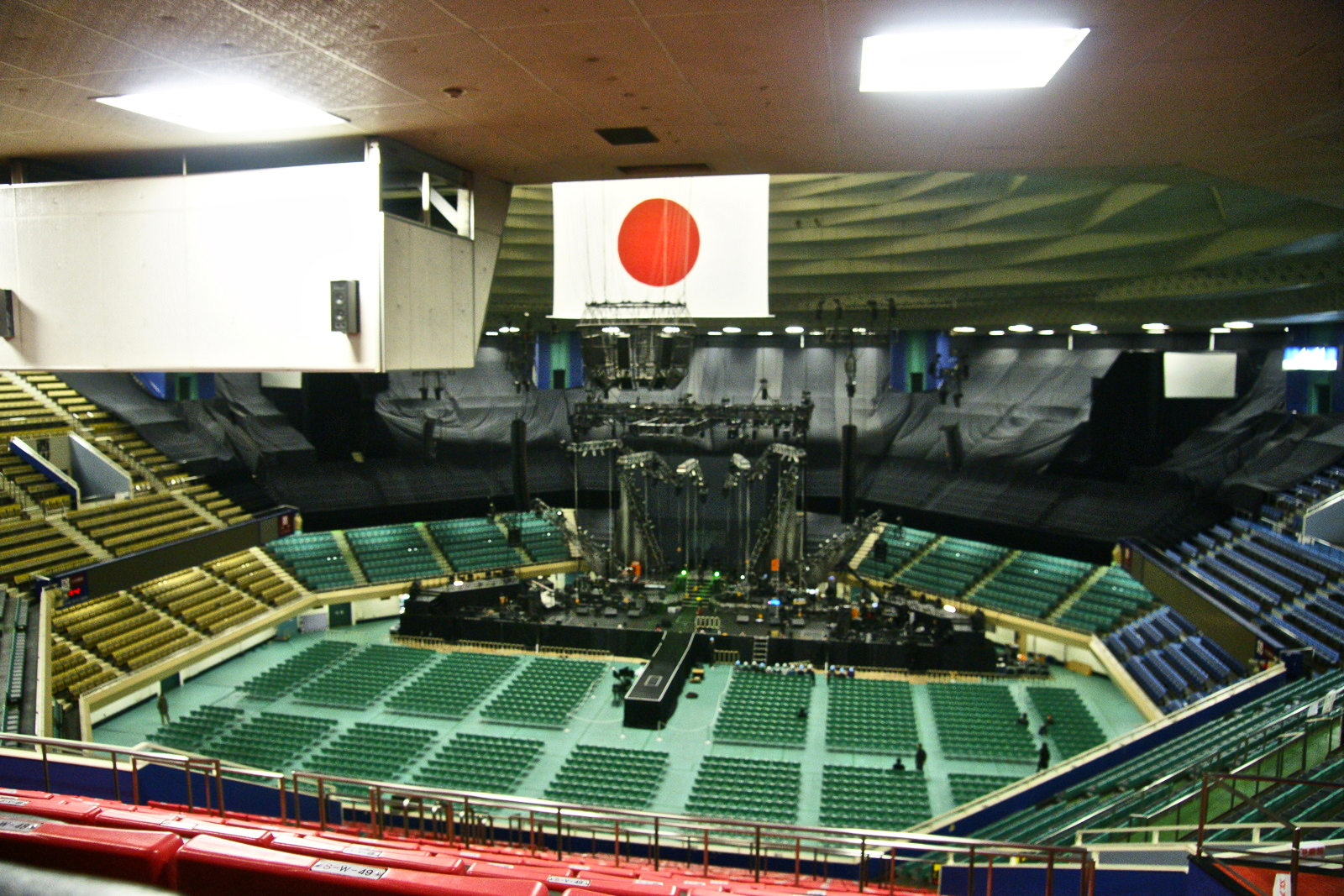
Escenario del Nippon Budōkan antes de un concierto (2009).

The Beatles fue el primer grupo de pop-rock que actuó en el Budōkan, al ofrecer cinco conciertos entre el 30 de junio y el 2 de julio de 1966. Aunque su actuación fue rechazada por los sectores más tradicionalistas, los británicos agotaron las 43 000 entradas disponibles. Por su parte, The Tigers fue la primera banda japonesa en actuar ahí, en 1968. Otros conciertos importantes han sido los de Led Zeppelin (1971), Carpenters (1972), Santana (1973), Queen (1975) y Kiss (1977). Entre 1970 y 1989 acogió el Festival Yamaha Music.
La fama del Budōkan como gran sala de conciertos ha hecho que muchos grupos publiquen álbumes en directo con el título Live at Budokan. Los primeros fueron Cheap Trick (Cheap Trick at Budokan, 1978) y Bob Dylan (Bob Dylan at Budokan, 1979). Eric Clapton también grabó allí su disco en directo Just One Night. A pesar de haberse inaugurado recintos con mayor aforo, como el Tokyo Dome y el Estadio Nissan, el Nippon Budōkan ha mantenido su prestigio entre los artistas nacionales e internacionales.
El artista que más veces ha actuado en el Budōkan es Eikichi Yazawa, en un total de 150 ocasiones hasta diciembre de 2023.

### Otros eventos
Cada 15 de agosto se celebra una ceremonia en memoria de los fallecidos durante la Segunda Guerra Mundial, a la que asisten el Emperador de Japón y el primer ministro entre otras autoridades. La fecha coincide con la rendición de Japón en 1945.
En noviembre, las Fuerzas de Autodefensa de Japón organizan un festival de música militar en el que también se invitan a agrupaciones extranjeras.
Es habitual que el Budōkan se reserve para eventos de toda índole, desde convenciones y conciertos de anime hasta el campeonato nacional de «piedra, papel o tijera».